# Henri Oreiller
Henri Oreiller (5. prosince 1925, Paříž, Francie – 7. října 1962, Paříž) byl francouzský alpský lyžař.
Na zimní olympiádě ve Svatém Mořici roku 1948 získal tři medaile, a stal se tak nejúspěšnějším sportovcem těchto her. Zlato vybojoval ve sjezdu a v kombinaci, k tomu navíc přidal bronz ze slalomu. Tyto medaile se zároveň počítají v historických statistikách jako medaile z mistrovství světa. V závodě ve sjezdu, historicky prvním olympijském závodě v této disciplíně, předčil druhého sjezdaře o čtyři vteřiny. Pověstné je, že jednu z medailí si na stupních vítězů nestihl převzít, protože hrál v té době na akordeon v jednom z místních barů. Pověstným bylo i jeho sebevědomí, před olympiádou například prohlásil, že ostatní jen plýtvají časem, pakliže věří, že ho ve sjezdu mohou porazit. Ikonické byly jeho červené lyže. Za války byl členem francouzského odboje.
Závodní kariéru ukončil roku 1952, aby se mohl začít věnovat automobilovým závodům. Při jednom z nich se roku 1962, ve věku 36 let, zabil.